# Organi della cattedrale di Notre-Dame a Parigi
(Louis Vierne sull'organo della cattedrale di Notre-Dame)

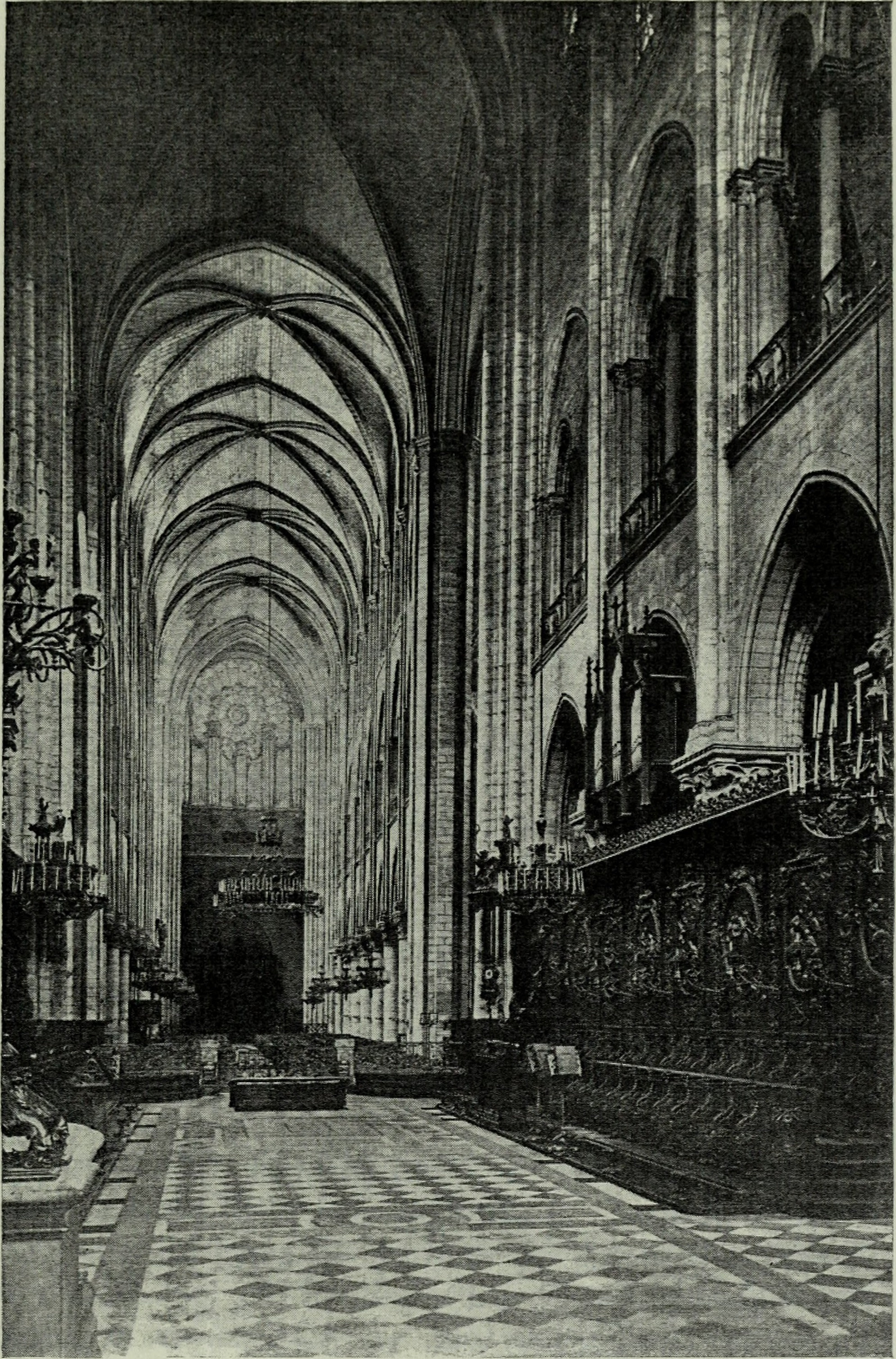
Interno della cattedrale in una fotografia storica del 1917: sulla cantoria in controfacciata vi è l'organo maggiore, mentre sulla destra vi è l'organo del coro.

Nella cattedrale di Notre-Dame di Parigi si trovano tre organi a canne:
- l'organo maggiore (in francese: grand orgue), situato sulla cantoria in controfacciata, con 132 registri distribuiti su cinque tastiere e pedaliera;
- l'organo del coro (in francese: orgue de chœur), situato sulla sinistra del coro, con 30 registri distribuiti su due tastiere e pedaliera;
- un organo positivo a cassapanca, costituito da un unico corpo mobile e spostato all'interno della chiesa secondo necessità.

Nell'incendio del 15 aprile 2019 l'organo maggiore non ha ricevuto ingenti danni né al suo interno dalla fuliggine, né all'esterno dall'acqua dei soccorritori; quest'ultima ha invece colpito pesantemente l'organo del coro e quello positivo danneggiandoli irreparabilmente. Per lo strumento maggiore è stato programmato, a partire dalla metà del 2020, un restauro di pulizia e decontaminazione da piombo (frutto quest'ultimo della combustione) in due fasi, con uno smontaggio pressoché completo dell'organo ad eccezione della cassa, delle canne di facciata e di quelle più gravi di 32'.

## Storia

### Dal XIII al 1730
Un primo organo a canne era presente nella cattedrale già nel XIII secolo quando, nel 1299, l'organista Petrus de Cruce suonò nella cattedrale. Lo strumento, di modeste dimensioni, con unico manuale e privo di pedaliera, era situato su una parete laterale della navata centrale della chiesa e poggiava sopra una cantoria a nido di rondine. Nel 1394, il capitolo della cattedrale decise di far restaurare l'organo e l'intervento fu finanziato dal re di Francia Carlo VI.
Presto lo strumento parve inadeguato alla chiesa e si procedette alla costruzione di un nuovo organo; l'incarico fu dato all'organaro Frédéric Schambantz che lo portò a termine nel 1403, dopo due anni di lavoro. Il nuovo organo fu collocato sulla cantoria in controfacciata e non al posto di quello precedente, che rimase in uso fino al 1425, quando fu venduto. Lo strumento, con circa 600 canne, aveva un'unica tastiera di 46 note e pedaliera e un unico registro sempre inserito, un blockwerk progressivo con 8 file nei bassi e 18 file nei soprani:
La cassa, in legno, aveva tre tourrelles, con quella centrale avente la canna più alta della misura di 18'. La mostra era chiusa da portelle che, nel 1407, furono sostituite da una tenda.
L'organo, nel corso dei secoli XV e XVI, subì una serie di modifiche e restauri: una prima volta, una semplice riparazione, nel 1415; poi nel 1458 da Jean Bourdon e da Jean Robelin nel 1463. Alla fine degli anni '20 del Cinquecento, Pasquier Bauldry restaurò l'organo costruendo un nuovo somiere, sostituendo alcune canne e cambiando l'intonazione. Nel 1564, Nicolas Dabenet ampliò l'estensione della tastiera e revisionò l'unione tasto-pedale e i mantici.
Nel 1609, l'organaro Valéran de Héman ampliò l'organo inserendo un nuovo manuale. L'antica cassa fu sopraelevata e nel basamento furono aggiunte le nuove canne. Di seguito, la disposizione fonica dello strumento:
| I - Positif      |    |
| Montre           | 8' |
| Bourdon          | 8' |
| Prestant         | 4' |
| Flûte            | 4' |
| Nazard double    | II |
| Doublette        | 2' |
| Flageolet        | 1' |
| Fourniture       | IV |
| Cymbale          | II |
| Dessus de Cornet | V  |
| Trompette        | 8' |
| Voix humaine     | 8' |
| Clairon          | 4' |

| II - Grand-Orgue |            |
| Plein-jeu        | VIII-XVIII |

| Pédale                   |
| privo di registri propri |

1. ↑  2.2/3'+2'
2. ↑  16'

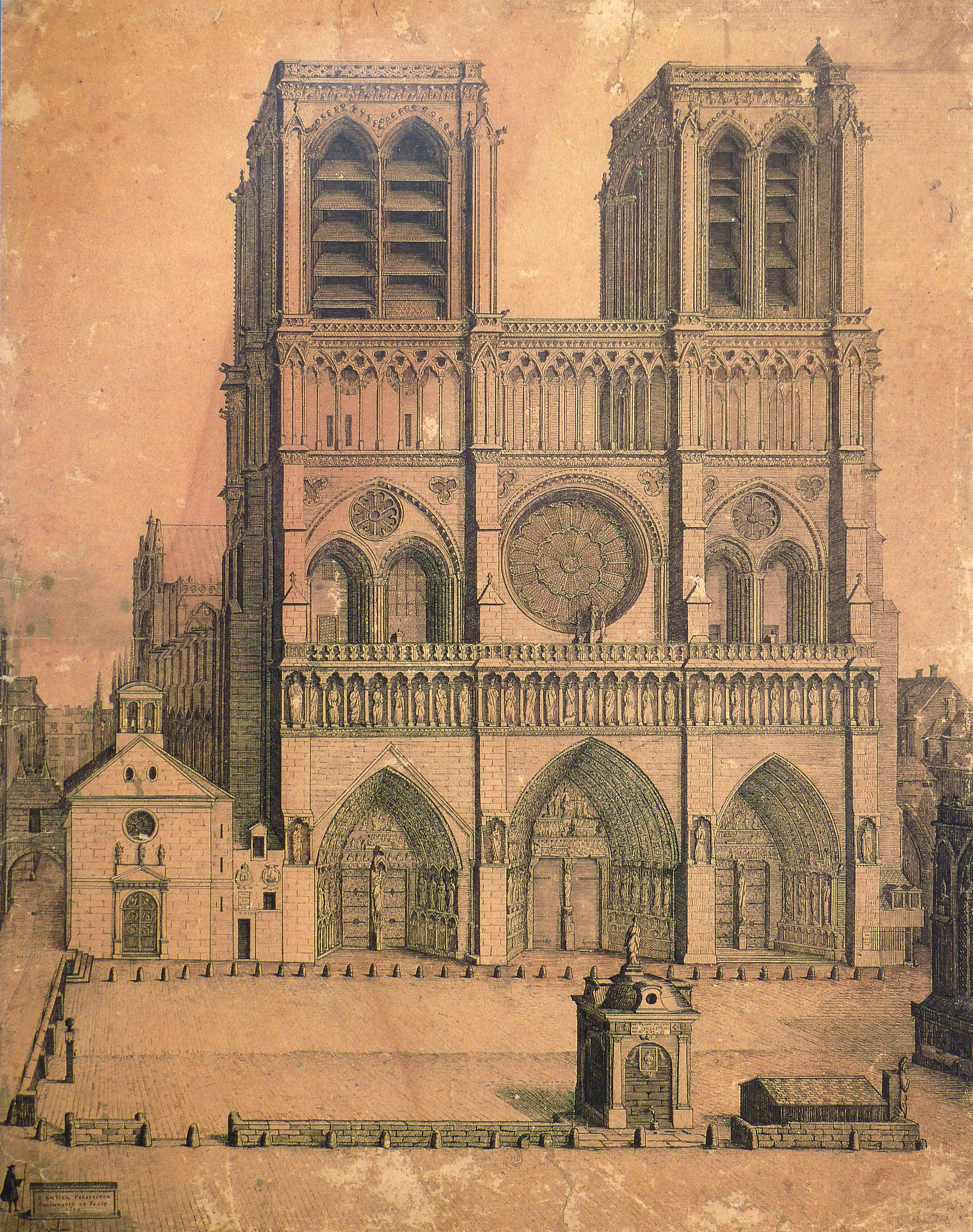
La cattedrale nel XVII secolo

Undici anni più tardi, nel 1620, lo stesso organaro ampliò ulteriormente l'organo creando una tastiera intermedia e trasportando il Grand-Orgue, corrispondente all'organo antico, alla terza tastiera. Inoltre, le canne del Positif furono spostate dal basamento all'interno di una cassa propria sulla balaustra della cantoria, alle spalle dell'organista, formando un positivo tergale. Dopo questo intervento, l'organo ebbe tre tastiere, con la prima (Positif de dos) di 48 note, la seconda (Bouquin) di 47 note e la terza (Grand-Orgue) di 46 note, e privo di pedaliera. Di seguito, la sua disposizione fonica:
| I - Positif de dos |    |
| Montre             | 8' |
| Bourdon            | 8' |
| Prestant           | 4' |
| Flûte              | 4' |
| Nazard et Quarte   | II |
| Doublette          | 2' |
| Flageolet          | 1' |
| Fourniture         | IV |
| Cymbale            | II |
| Dessus de Cornet   | V  |
| Trompette          | 8' |
| Voix humaine       | 8' |
| Clairon            | 4' |

| II - Bouquin        |        |
| Bourdon             | 16'    |
| Bourdon             | 8'     |
| Prestant            | 4'     |
| Quinte de flûte     | 2.2/3' |
| Cymbale             | II     |
| Dessus de Trompette | II     |

| III - Grand-Orgue |            |
| Plein-jeu         | VIII-XVIII |

1. ↑  2.2/3'+2'.
2. ↑  16'.

Nel corso del XVII secolo, lo strumento subì una serie di modifiche notevoli, con l'aggiunta di nuovi registri. Importante quella del 1648, ad opera di Pierre Thierry mentre era organista Charles Racquet, quando fu nuovamente installata una pedaliera, in questo caso costantemente unita al Grande-Orgue (terza tastiera). Fra le altre cose, al Positif de dos (prima tastiera) le due file del registro Nazard et Quarte furono rese indipendenti e, al posto della Doublette 2', fu messa una Tierce 1.3/5'.
Nel 1672, l'organista Jean Racquet, figlio di Charles, incaricò l'organaro Jacques Carouge di restaurare ed ampliare l'organo. Carouge, oltre a modificare alcuni registri, aggiunse una quarta tastiera di tre ottave e rese indipendente la pedaliera con quattro registri propri. Inoltre, portò il Bouquin e il Grand-Orgue a 48 note ciascuno, e la pedaliera a 33 note. Dopo il suo intervento, l'organo ebbe la seguente disposizione fonica:
| I - Positif de dos |        |
| Montre             | 8'     |
| Bourdon            | 8'     |
| Prestant           | 4'     |
| Flûte              | 4'     |
| Nazard             | 2.2/3' |
| Doublette          | 2'     |
| Quarte             | 2'     |
| Tierce             | 1.3/5' |
| Plein-jeu          | VII    |
| Dessus de Cornet   | V      |
| Cromorne           | 8'     |
| Voix humaine       | 8'     |
| Trompette          | 8'     |
| Clairon            | 4'     |
| Tremblant          |        |

| II - Bouquin        |        |
| Bourdon             | 16'    |
| Bourdon             | 8'     |
| Prestant            | 4'     |
| Nazard              | 2.2/3' |
| Dessus de Tierce    | 1.3/5' |
| Cymbale             | II     |
| Dessus de Trompette | 8'     |

| III - Grand-Orgue |            |
| Plein-jeu         | VIII-XVIII |

| IV - Écho                   |       |
| Bourdon et Prestant         | 8'+4' |
| Nazard, Doublette et Tierce | III   |
| Trompette de Récit          | 8'    |

| Pédale    |     |
| Flûte     | 12' |
| Flûte     | 6'  |
| Trompette | 12' |
| Clairon   | 6'  |

1. ↑  unione dei due precedenti registri Fourniture IV e Cymbale II, quest'ultimo portato a 3 file.
2. ↑  2.2/3'+2'+1.3/5'.

Un importante intervento fu condotto tra il 1689 e il 1691 da Alexandre Thierry e Hippolyte Ducastel che, oltre a sostituire alcuni registri e a fornire nuovi somieri, rifecero completamente le canne e il somiere del Pedale. L'estensione dei quattro manuali rimase la stessa, mentre la pedaliera, anch'essa fornita nuova, fu ridotta a 29 note. Di seguito, la disposizione fonica dell'organo dopo quest'ultimo intervento:
| I - Positif de dos |        |
| Montre             | 8'     |
| Bourdon            | 8'     |
| Prestant           | 4'     |
| Nazard             | 2.2/3' |
| Doublette          | 2'     |
| Quarte             | 2'     |
| Tierce             | 1.3/5' |
| Larigot            | 1.1/3' |
| Plein-jeu          | VII    |
| Dessus de Cornet   | V      |
| Cromorne           | 8'     |
| Voix humaine       | 8'     |
| Trompette          | 8'     |
| Clairon            | 4'     |
| Tremblant          |        |

| II - Petit Orgue |        |
| Bourdon          | 16'    |
| Flûte            | 8'     |
| Bourdon          | 8'     |
| Prestant         | 4'     |
| Double tierce    | 3.1/5' |
| Nazard           | 2.2/3' |
| Quarte           | 2'     |
| Tierce           | 1.3/5' |
| Dessus de Cornet | V      |
| Cymbale          | II     |
| Trompette        | 8'     |
| Clairon          | 4'     |
| Gros Cromorne    | 8'     |

| III - Grand-Orgue |            |
| Plein-jeu         | VIII-XVIII |

| IV - Écho                   |       |
| Bourdon et Prestant         | 8'+4' |
| Nazard, Doublette et Tierce | III   |
| Cromorne                    | 8'    |

| Pédale    |     |
| Flûte     | 12' |
| Flûte     | 6'  |
| Bombarde  | 16' |
| Trompette | 12' |
| Clairon   | 6'  |

### Dal XVIII secolo al 1847

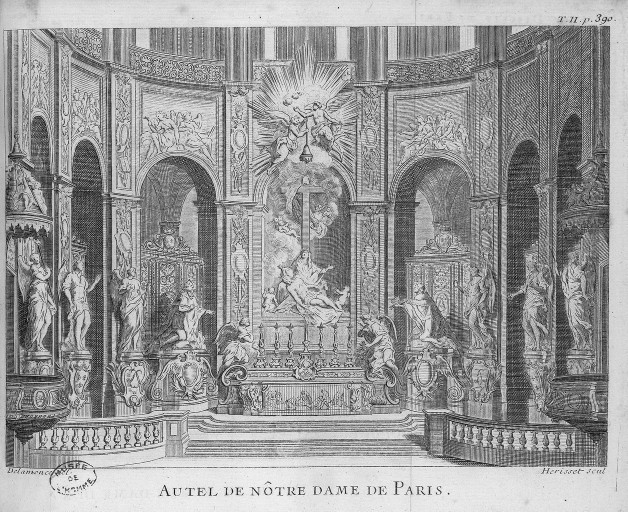
Il coro della cattedrale nel XVIII secolo con il nuovo altare maggiore barocco

Nel 1730 diventò organista titolare Antoine Calvière, allievo di François Couperin. Ritenendo inadeguato lo strumento presente, decise di farlo sostituire con uno nuovo nell'ambito dei grandi restauri in stile barocco della cattedrale. La sua costruzione fu affidata all'organaro François Thierry che la portò a termine nel 1733; nel luglio di quello stesso anno, l'organo fu inaugurato dai più importanti organisti francesi dell'epoca, quali Antoine Calvière, Louis-Claude Daquin, Pierre Du Mage e Louis-Nicolas Clérambault. Del vecchio strumento vennero mantenuti soltanto la cassa e parte del materiale fonico del positivo tergale, mentre il resto fu fatto tutto nuovo. La nuova cassa, fatta in maniera tale da circondare il rosone nella parte inferiore, presentava cinque tourrelles; la consolle, a finestra, aveva cinque tastiere, con le prime tre (rispettivamente: Positif de dos, Grand-Orgue e Bombarde) di 50 note e priva del tasto Do#1, la quarta (Récit) di 27 note e la quinta (Écho) di 34 note, e pedaliera a leggio di 34 note; la terza tastiera, Bombarde, era costantemente unita alla seconda, il Grand-Orgue. La disposizione fonica del nuovo organo era la seguente:
| I - Positif de dos |        |
| Montre             | 8'     |
| Bourdon            | 8'     |
| Prestant           | 4'     |
| Nazard             | 2.2/3' |
| Doublette          | 2'     |
| Quarte             | 2'     |
| Tierce             | 1.3/5' |
| Plein-jeu          | VII    |
| Dessus de Cornet   | V      |
| Cromorne           | 8'     |
| Trompette          | 8'     |
| Clairon            | 4'     |
| Tremblant          |        |

| II - Grand-Orgue  |        |
| Montre            | 32'    |
| Montre            | 16'    |
| Bourdon           | 16'    |
| Montre            | 8'     |
| Flûte             | 8'     |
| Bourdon           | 8'     |
| Double nazard     | 5.1/3' |
| Prestant          | 4'     |
| Double tierce     | 3.1/5' |
| Nazard            | 2.2/3' |
| Doublette         | 2'     |
| Quarte            | 2'     |
| Tierce            | 1.3/5' |
| Grand cornet      | V      |
| Grosse fourniture | V      |
| Fourniture        | IV     |
| Grosse cymbale    | IV     |
| Cymbale           | III    |
| Trompette         | 8'     |
| Grosse trompette  | 8'     |
| Clairon           | 4'     |
| Voix humaine      | 8'     |
| Tremblant fort    |        |
| Tremblant doux    |        |

| III - Bombarde |     |
| Bombarde       | 16' |

| IV - Récit         |    |
| Cornet de Récit    | V  |
| Trompette de Récit | 8' |

| V - Écho |    |
| Cornet   | V  |
| Cromorne | 8' |

| Pédale       |     |
| Grosse flûte | 12' |
| Flûte        | 12' |
| Grosse flûte | 6'  |
| Flûte        | 6'  |
| Bombarde     | 24' |
| Trompette    | 12' |
| Clairon      | 6'  |

1. ↑  in realtà di 22', da La1.

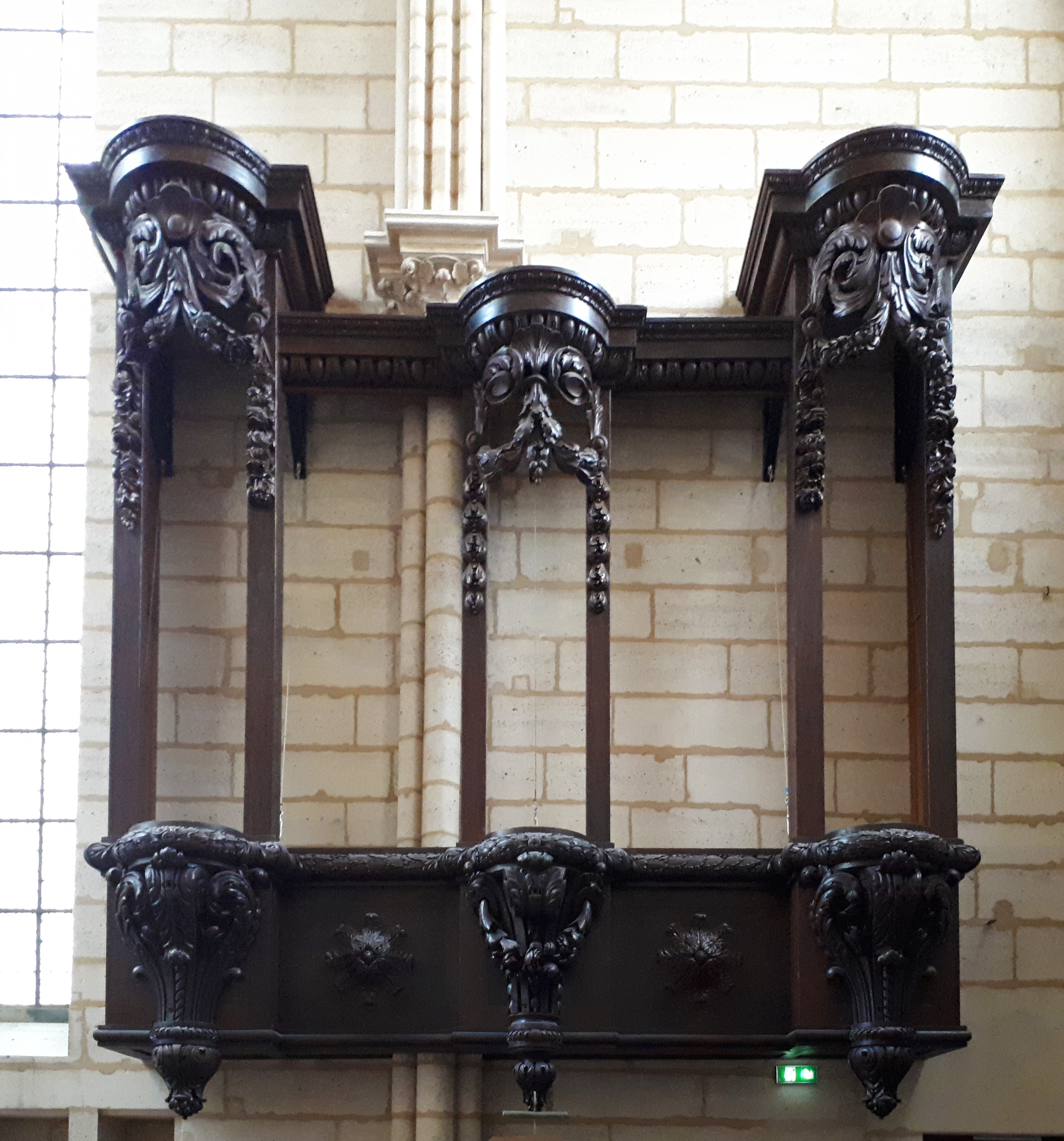
La cassa del positivo tergale di Cliquot, attualmente esposta presso la sala al primo piano della torre meridionale

Già nel 1788 l'organo fu oggetto di un radicale restauro da parte di François-Henri Clicquot, presentandosi in cattive condizioni. Clicquot ricostruì integralmente il positivo tergale mantenendo solo alcune canne del precedente, estese la cassa dell'organo maggiore e aggiunse alcuni registri. La nuova disposizione fonica fu la seguente:
| I - Positif de dos |        |
| Bourdon            | 16'    |
| Montre             | 8'     |
| ?                  | 8'     |
| Dessus de Flûte    | 8'     |
| Bourdon            | 8'     |
| Prestant           | 4'     |
| Nazard             | 2.2/3' |
| Quarte             | 2'     |
| Tierce             | 1.3/5' |
| Plein-jeu          | VII    |
| Dessus de Cornet   | V      |
| Trompette          | 8'     |
| Cromorne           | 8'     |
| Dessus de Hautbois | 8'     |
| Clairon            | 4'     |

| II - Grand-Orgue  |        |
| Flûte             | 16'    |
| Montre            | 16'    |
| Bourdon           | 16'    |
| Montre            | 8'     |
| Flûte             | 8'     |
| Bourdon           | 8'     |
| Dessus de Flûte   | 8'     |
| Prestant          | 4'     |
| Grande tierce     | 3.1/5' |
| Nazard            | 2.2/3' |
| Quarte            | 2'     |
| Tierce            | 1.3/5' |
| Grand cornet      | V      |
| Grosse fourniture | V      |
| Fourniture        | IV     |
| Grosse cymbale    | IV     |
| Cymbale           | III    |
| Grosse trompette  | 8'     |
| Trompette         | 8'     |
| Clairon           | 4'     |
| Voix humaine      | 8'     |
| Tremblant fort    |        |
| Tremblant doux    |        |

| III - Bombarde        |     |
| Bombarde              | 16' |
| Trompette de bombarde | 8'  |

| IV - Récit         |    |
| Cornet de Récit    | V  |
| Trompette de Récit | 8' |

| V - Écho  |    |
| Flûte     | 8' |
| Bourdon   | 8' |
| Trompette | 8' |
| Clairon   | 4' |

| Pédale       |        |
| Flûte        | 16'    |
| Flûte        | 8'     |
| Nazard       | 5.1/3' |
| Grosse flûte | 4'     |
| Flûte        | 4'     |
| Bombarde     | 24'    |
| Trompette    | 12'    |
| Clairon      | 6'     |

1. ↑  registro aperto di 8' del quale non è pervenuto il nome.

Durante la Rivoluzione francese, la cattedrale, a partire dal 1793, fu trasformata in tempio della Ragione. Ma l'organo, a differenza di molti arredi sacri presenti nella chiesa, non venne danneggiato per le sue particolari caratteristiche foniche, e venne suonato in occasione di alcune cerimonie civili e, dal 1795, del culto della Ragione. Nel 1802, la cattedrale venne riaperta al culto e l'organo ritornò a suonare durante le celebrazioni religiose.
Un nuovo restauro fu condotto tra il 1833 e il 1838 da Louis-Paul Dallery che portò le tastiere a 60 note, realizzò un nuovo mantice e rifece i somieri. Inoltre, unì i registri della quarta e quinta tastiera su un unico manuale e chiuse le canne in una cassa espressiva; la terza tastiera, Bombarde fu ampliata con nuovi registri. Di seguito, la disposizione fonica dell'organo dopo quest'ultimo intervento:
| I - Positif de dos  |        |
| Bourdon             | 16'    |
| Montre              | 8'     |
| ?                   | 8'     |
| Flûte               | 8'     |
| Bourdon             | 8'     |
| Prestant            | 4'     |
| Nazard              | 2.2/3' |
| Quarte              | 2'     |
| Tierce              | 1.3/5' |
| Plein-jeu           | VII    |
| Dessus de Cornet    | V      |
| Cromorne            | 8'     |
| Trompette           | 8'     |
| Dessus de Trompette | 8'     |
| Clairon             | 4'     |

| II - Grand-Orgue |        |
| Montre           | 16'    |
| Montre           | 8'     |
| Flûte            | 8'     |
| Dessus de Flûte  | 8'     |
| Bourdon          | 8'     |
| Prestant         | 4'     |
| Nazard           | 2.2/3' |
| Quarte           | 2'     |
| Grosse trompette | 8'     |
| 2e Trompette     | 8'     |
| Clairon          | 4'     |
| Voix humaine     | 8'     |

| III - Bombarde      |     |
| Montre              | 32' |
| Bourdon             | 16' |
| Plein-jeu           | XV  |
| Cornet de Bombarde  | V   |
| Bombarde            | 16' |
| Trompette           |     |
| Clairon de bombarde | 8'  |

| IV - Récit expressif |    |
| Bourdon              | 8' |
| Flûte                | 8' |
| Cornet               | IV |
| Hautbois             | 8' |
| Trompette            | 8' |
| Clairon              | 4' |

| Pédale       |        |
| Flûte        | 16'    |
| Flûte        | 8'     |
| Grosse flûte | 4'     |
| Flûte        | 4'     |
| Grand nazard | 5.1/3' |
| Bombarde     | 24'    |
| Trompette    | 12'    |
| Clairon      | 6'     |

1. ↑  da La1

Nel 1839, venne commissionato alla ditta organaria Daublaine et Callinet un secondo organo a canne da collocarsi nei pressi del coro e da utilizzarsi per l'accompagnamento delle liturgie. Era a trasmissione meccanica ed aveva due tastiere, la prima, il Grand-Orgue, di 54 note, la seconda, il Récit, di 44 note, e una pedaliera priva di registri propri e costantemente unita al primo manuale. La sua disposizione fonica era la seguente:
| I - Grand-Orgue |        |
| Montre          | 8'     |
| Bourdon         | 8'     |
| Prestant        | 4'     |
| Quinte          | 2.2/3' |
| Doublette       | 2'     |
| Trompette       | 8'     |
| Clairon         | 4'     |

| II - Récit |    |
| Flûte      | 8' |
| Dulciana   | 8' |
| Hautbois   | 8' |

Questo strumento venne venduto nel 1842 mentre nella cattedrale era già presente da un anno un altro organo della stessa ditta organaria, situato in cornu Evangelii dietro gli stalli del coro. Inaugurato il 30 aprile 1841, il nuovo organo rimase in funzione fino al 1863.

### L'organo Cavaillé-Coll

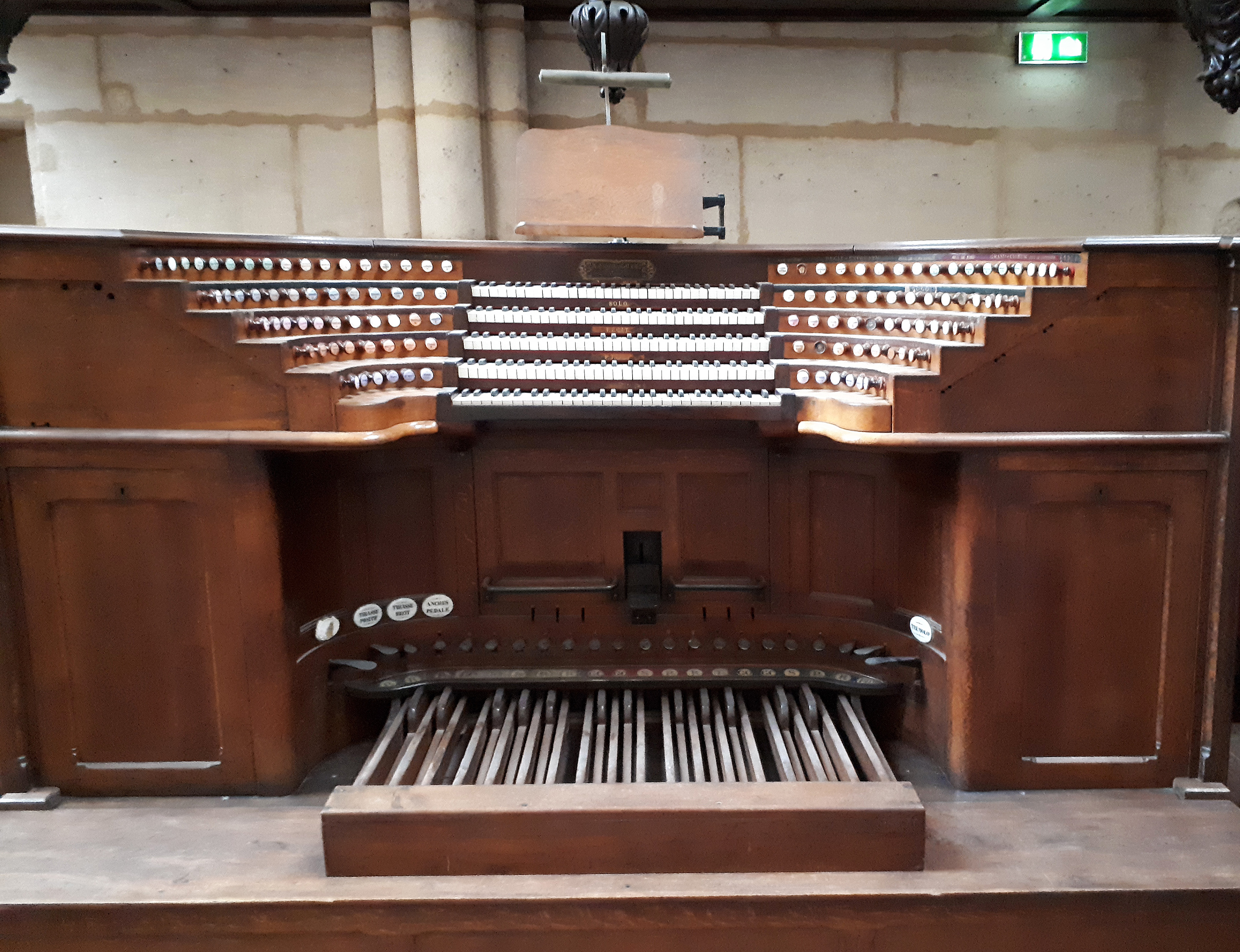
La consolle di Aristide Cavaillé-Coll, attualmente scollegata

A partire dagli anni '40 del XIX secolo, furono intrapresi una serie di interventi di restauro alla cattedrale sotto la guida dell'architetto Eugène Viollet-le-Duc. Questi, nel 1847, chiese ad Aristide Cavaillé-Coll di fare il progetto, dal prezzo contenuto, di un organo a canne di quattro tastiere. Tuttavia questo organo non fu mai realizzato perché il suo prezzo considerato troppo alto. Nel 1862, il tedesco Joseph Merklin presentò il progetto per un nuovo organo, ma contemporaneamente fece lo stesso Cavaillé-Coll, accompagnando il progetto con una petizione contenente le firme di importanti nomi della musica contemporanea. Il lavoro, da completarsi in due anni, gli venne affidato l'anno successivo; tuttavia, non fu portato a termine che nel dicembre del 1867.
Lo strumento venne collocato sulla nuova cantoria in controfacciata costruita da Viollet-le-Duc e venne mantenuta la cassa barocca settecentesca, mentre venne eliminato il positivo tergale, presente invece nel progetto originario; la parte anteriore della cassa del positivo sarà poi restaurata nel 2017 da Pascal Quoirin ed esposta in modo permanente, senza le canne di mostra, nella sala al primo piano della torre meridionale. L'organo fu dotato di una moderna consolle con cinque tastiere di 56 note ciascuna e pedaliera di 30 note e con i comandi dei registri a pomelli situati su gradoni semicircolari ai due lati delle tastiere. La sua disposizione fonica fu la seguente:
| I - Grand Chœur |        |
| Principal       | 8'     |
| Bourdon         | 8'     |
| Prestant        | 4'     |
| Quinte          | 2.2/3' |
| Doublette       | 2'     |
| Tierce          | 1.3/5' |
| Larigot         | 1.1/3' |
| Septième        | 1.1/7' |
| Piccolo         | 1'     |
| Tuba magna      | 16'    |
| Trompette       | 8'     |
| Clairon         | 4'     |

| II - Grand-Orgue |      |
| Violon Basse     | 16'  |
| Bourdon          | 16'  |
| Montre           | 8'   |
| Viole de Gambe   | 8'   |
| Flûte harmonique | 8'   |
| Bourdon          | 8'   |
| Prestant         | 4'   |
| Octave           | 4'   |
| Doublette        | 2'   |
| Fourniture       | II-V |
| Cymbale          | II-V |
| Basson           | 16'  |
| Basson-hautbois  | 8'   |
| Clairon          | 4'   |

| III - Bombarde   |        |
| Principal-basse  | 16'    |
| Sous-basse       | 16'    |
| Principal        | 8'     |
| Flûte harmonique | 8'     |
| Quinte           | 5.1/3' |
| Octave           | 4'     |
| Grosse tierce    | 3.1/5' |
| Quinte           | 2.2/3' |
| Septième         | 2.2/7' |
| Doublette        | 2'     |
| Cornet           | II-V   |
| Bombarde         | 16'    |
| Trompette        | 8'     |
| Clairon          | 4'     |

| IV - Positif     |        |
| Montre           | 16'    |
| Bourdon          | 16'    |
| Salicional       | 8'     |
| Unda maris       | 8'     |
| Flûte harmonique | 8'     |
| Bourdon          | 8'     |
| Prestant         | 4'     |
| Flûte douce      | 4'     |
| Nazard           | 2.2/3' |
| Doublette        | 2'     |
| Piccolo          | 1'     |
| Plein-Jeu        | III-VI |
| Clarinette-basse | 16'    |
| Cromorne         | 8'     |
| Clarinette aiguë | 4'     |

| V - Récit expressif |        |
| Quintaton           | 16'    |
| Quintaton           | 8'     |
| Viole de gambe      | 8'     |
| Voix céleste        | 8'     |
| Flûte traversière   | 8'     |
| Dulciane            | 4'     |
| Flûte octaviante    | 4'     |
| Quinte              | 2.2/3' |
| Octavin             | 2'     |
| Cornet              | III-V  |
| Bombarde            | 16'    |
| Trompette           | 8'     |
| Basson-hautbois     | 8'     |
| Clarinette          | 8'     |
| Voix humaine        | 8'     |
| Clairon             | 4'     |

| Pédale          |         |
| Principal-basse | 32'     |
| Contre-basse    | 16'     |
| Sous-basse      | 16'     |
| Grosse quinte   | 10.2/3' |
| Flûte           | 8'      |
| Violoncelle     | 8'      |
| Grosse tierce   | 6.2/5'  |
| Quinte          | 5.1/3'  |
| Septième        | 4.4/7'  |
| Octave          | 4'      |
| Contre-bombarde | 32'     |
| Bombarde        | 16'     |
| Basson          | 16'     |
| Trompette       | 8'      |
| Basson          | 8'      |
| Clairon         | 4'      |

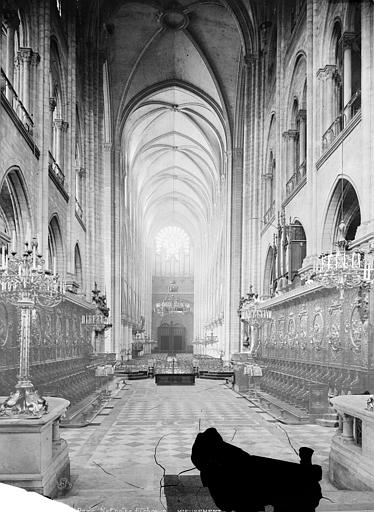
L'interno del coro in una fotografia storica del 1892, con sulla destra l'organo di Joseph Merklin

L'organo fu suonato una prima volta per il Natale, mentre venne inaugurato il 6 marzo 1868. Al concerto presero parte i più importanti organisti francesi dell'epoca: Alexis Chauvet, Auguste Durand, César Franck, Alexandre Guilmant, Clément Loret, Camille Saint-Saëns, Charles-Marie Widor. Fu nominato organista titolare Eugène Sergent, criticato dallo stesso Cavaillé-Coll che lo considerava inadatto a suonare un organo del genere.
Nel 1882, a causa di un cedimento della cantoria, Cavaillé-Coll dovette smontare l'organo e, nell'arco dei dodici anni successivi, lo strumento fu attentamente revisionato e poi rimontato da Gabriel Reinburg. Il concerto per la fine del restauro fu tenuto nel 1894 da Eugène Gigout, Alexandre Guilmant, Charles-Marie Widor e Eugène Sergent.
Frattanto, nel 1863 era stato venduto l'organo del coro e al suo posto installato uno nuovo di Joseph Merklin. Nonostante Viollet-le-Duc avesse deciso in un primo momento di farlo posizionare dietro l'altare maggiore, essendo questa una posizione scomoda per l'organista, che si sarebbe trovato lontano dal coro, in seguito il capitolo della cattedrale decise di metterlo sul lato sinistro degli stalli, con la consolle fissa indipendente situata a pavimento nel presbiterio fra gli stalli. Il nuovo strumento aveva circa 900 canne, per un totale di 17 registri suddivisi fra le due tastiere e la pedaliera. La cassa dello strumento, in stile neogotico, venne appositamente progettata da Viollet-le-Duc. Di seguito, la disposizione fonica dell'organo Merklin:
| I - Grand-Orgue      |     |
| Bourdon              | 16' |
| Montre               | 8'  |
| Bourdon              | 8'  |
| Salicional           | 8'  |
| Viola di gamba       | 8'  |
| Prestant             | 4'  |
| Flûte harmonique     | 4'  |
| Octavin              | 2'  |
| Trompette harmonique | 8'  |
| Clairon              | 4'  |

| II - Positif     |    |
| Bourdon          | 8' |
| Gambe            | 8' |
| Voix céleste     | 8' |
| Flûte octaviante | 4' |
| Basson-hautbois  | 8' |
| Clarinette       | 8' |

| Pédale   |     |
| Soubasse | 16' |

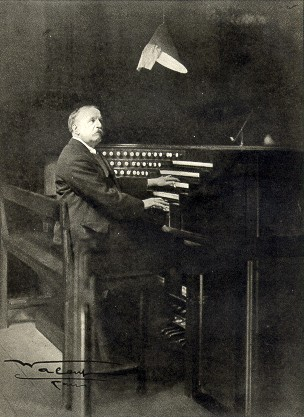
Louis Vierne alla consolle dell'organo di Notre-Dame

Nel 1890, lo stesso Merklin operò un importante restauro dell'organo del coro installando l'innovativa trasmissione elettro-pneumatica, grazie alla quale poté introdurre sullo strumento delle combinazioni fisse, tre per ciascun manuale e due per l'intero organo. Non modificò la disposizione fonica. Tuttavia la nuova trasmissione dovette essere completamente rifatta da Charles Mutin nel 1911.
Nel 1900, su iniziativa di Charles-Marie Widor, Louis Vierne venne nominato organista in sostituzione di Eugène Sergent, che si era gravemente ammalato, e, alla morte di quest'ultimo, organista titolare. Vierne, nel 1904, fece apportare a Charles Mutin alcune modifiche all'organo maggiore. Inoltre, Alexandre Guilmant, organista onorario dal 1902, fece installare una fourniture al Récit expressif, detta Fourniture de Guilmant per i suoi particolari ritornelli progettati dallo stesso organista. Nel 1924, mentre era sostituto organista Marcel Dupré, venne installato un nuovo elettroventilatore.
Nel 1928, Vierne presentò un progetto di ampliamento dell'organo da far realizzare all'organaro Victor Gonzales, che prevedeva, tra le altre cose, la sostituzione della trasmissione meccanica (il pompaggio dell'aria avveniva ancora a forza di braccia) con quella elettrica e la realizzazione di una nuova consolle. Solo nel 1931, dopo un articolo pubblicato da Widor in cui descriveva il pessimo stato in cui versava l'organo, fu condotto un restauro da parte di Joseph Beuchet, che però mantenne la trasmissione e la consolle ottocentesche e limitò le modifiche ai registri. Inoltre, cambiò l'ordine dei manuali, che divenne: Grand-Orgue (primo manuale), Positif (secondo manuale), Récit expressif (terzo manuale), Solo (quarto manuale) e Grand Chœur (quinto manuale). Lo strumento venne inaugurato il 10 giugno 1932 con un concerto di Louis Vierne e Charles-Marie Widor. La nuova disposizione fonica dell'organo fu la seguente:
| I - Grand-Orgue  |      |
| Violon-basse     | 16'  |
| Bourdon          | 16'  |
| Montre           | 8'   |
| Viole de gambe   | 8'   |
| Flûte harmonique | 8'   |
| Bourdon          | 8'   |
| Prestant         | 4'   |
| Octave           | 4'   |
| Doublette        | 2'   |
| Fourniture       | II-V |
| Cymbale          | II-V |
| Basson           | 16'  |
| Basson           | 8'   |
| Soprano          | 4'   |

| II - Positif         |        |
| Montre               | 16'    |
| Bourdon              | 16'    |
| Salicional           | 8'     |
| Unda maris           | 8'     |
| Flûte harmonique     | 8'     |
| Bourdon              | 8'     |
| Flûte douce          | 4'     |
| Prestant             | 4'     |
| Nazard               | 2.2/3' |
| Doublette            | 2'     |
| Tierce               | 1.3/5' |
| Plein-Jeu progressif | III-V  |
| Clarinette-basse     | 16'    |
| Cromorne             | 8'     |
| Clarinette aiguë     | 4'     |

| III - Récit expressif |        |
| Quintaton             | 16'    |
| Flûte traversière     | 8'     |
| Diapason              | 8'     |
| Viole de gambe        | 8'     |
| Voix céleste          | 8'     |
| Flûte octaviante      | 4'     |
| Octave                | 4'     |
| Quinte                | 2.2/3' |
| Octavin               | 2'     |
| Fourniture            | IV     |
| Cymbale               | III    |
| Cornet                | III-V  |
| Bombarde              | 16'    |
| Trompette             | 8'     |
| Basson-hautbois       | 8'     |
| Voix humaine          | 8'     |
| Clairon               | 4'     |

| IV - Solo        |        |
| Principal-basse  | 16'    |
| Sous-basse       | 16'    |
| Principal        | 8'     |
| Flûte harmonique | 8'     |
| Grosse quinte    | 5.1/3' |
| Octave           | 4'     |
| Grosse tierce    | 3.1/5' |
| Quinte           | 2.2/3' |
| Septième         | 2.2/7' |
| Doublette        | 2'     |
| Cornet           | II-V   |
| Bombarde         | 16'    |
| Trompette        | 8'     |
| Clairon          | 4'     |

| V - Grand Chœur  |        |
| Principal        | 8'     |
| Bourdon          | 8'     |
| Flûte harmonique | 8'     |
| Prestant         | 4'     |
| Nazard           | 2.2/3' |
| Doublette        | 2'     |
| Tierce           | 1.3/5' |
| Larigot          | 1.1/3' |
| Septième         | 1.1/7' |
| Tuba magna       | 16'    |
| Trompette        | 8'     |
| Clairon          | 4'     |

| Pédale          |         |
| Principal-basse | 32'     |
| Contre-basse    | 16'     |
| Sous-basse      | 16'     |
| Violoncelle     | 16'     |
| Grosse quinte   | 10.2/3' |
| Flûte           | 8'      |
| Violoncelle     | 8'      |
| Bourdon         | 8'      |
| Tierce          | 6.2/5'  |
| Octave          | 4'      |
| Quinte          | 5.1/3'  |
| Septième        | 4.4/7'  |
| Contre-bombarde | 32'     |
| Bombarde        | 16'     |
| Basson          | 16'     |
| Trompette       | 8'      |
| Basson          | 8'      |
| Clairon         | 4'      |

### I restauri della seconda metà del Novecento e del XXI secolo
Nella seconda metà del XX secolo, lo strumento ha subito una serie di importanti restauri. A partire dal 1959, gli organari Jean Hermann e, dal 1965, Robert Boisseau, effettuarono i suddetti restauri su progetto del nuovo organista titolare Pierre Cochereau, che era succeduto nel 1955 a Léonce de Saint-Martin, che aveva sostituito Vierne alla sua morte, avvenuta nel 1937.

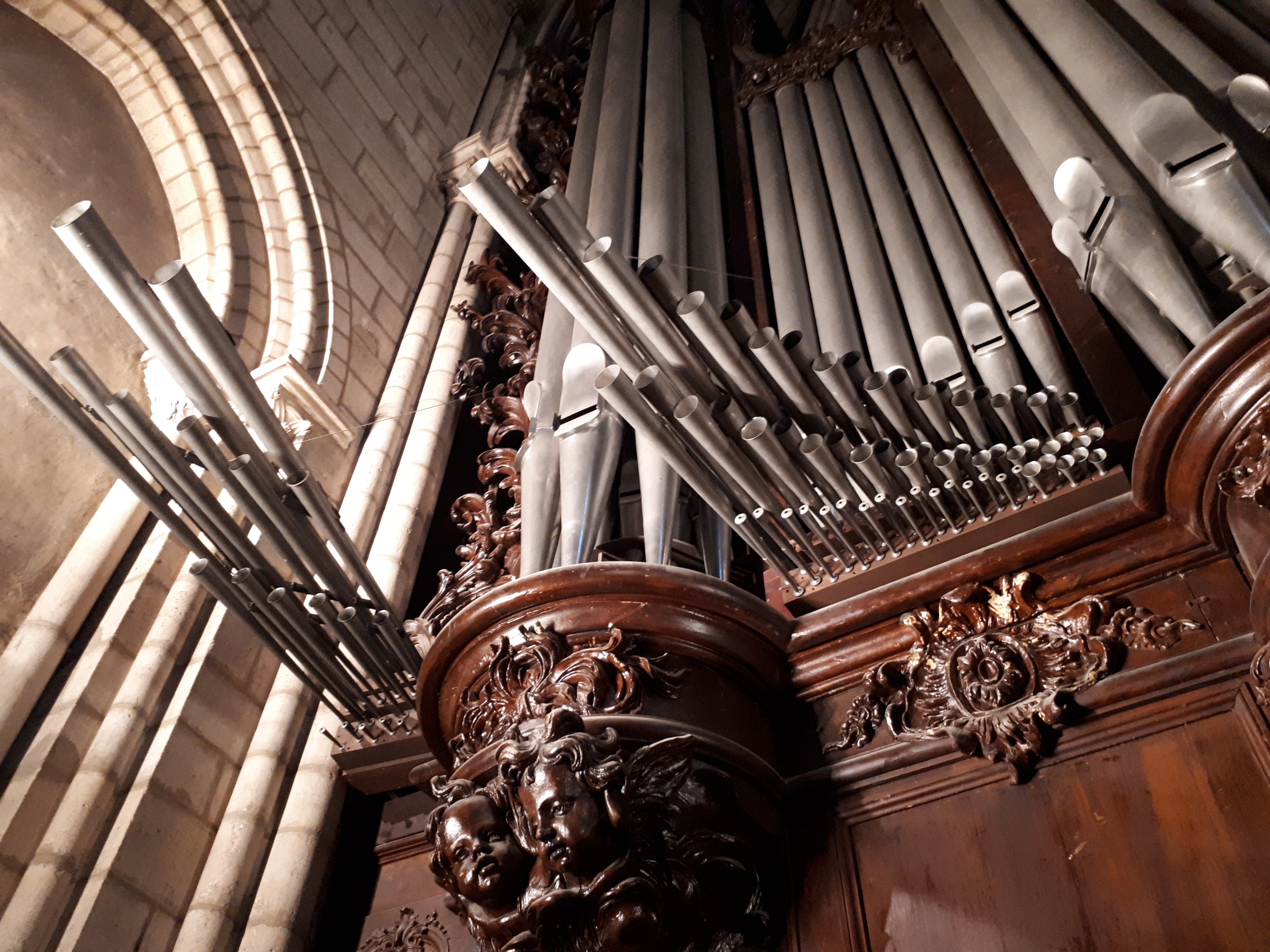
Particolare delle anche en chamade.

Importante fu la sostituzione dell'originaria trasmissione meccanica con una nuova trasmissione elettrica e della vecchia consolle di Cavaillé-Coll con una nuova; quest'ultima troverà collocazione permanente nella sala al primo piano della torre meridionale della cattedrale. Cochereau volle introdurre nuovi registri per consentire l'utilizzo dello strumento anche per la letteratura organistica francese del XVIII secolo: sulla terza tastiera, insieme al Récit expressif, vennero installati anche un Récit classique con un Cornet V e un Hautbois 8' e una batteria di ance en chamade. Due registri di ance en chamade vennero installati anche al Grand-Orgue. Pierre Cochereau presentò, nel 1982, un progetto di ulteriore ampliamento dell'organo, in seguito non attuato, che prevedeva, tra le altre cose, nuovamente l'introduzione di un positivo tergale

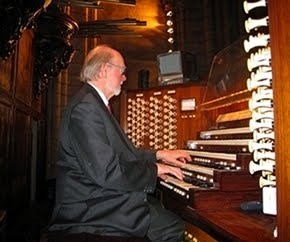
Jean-Pierre Leguay alla consolle costruita nel 1990-2

Nel 1969, Robert Boisseau ricostruì integralmente l'organo del coro mantenendo la cassa originaria di Viollet-le-Duc. In seguito, vennero aggiunti i registri Flûte 16' nel 1970 e Bourdon 16' nel 1978. Nel 1989 è stato dotato di una nuova trasmissione, integralmente elettronica, da Jean-Loup Boisseau.
Tra il 1990 e il 1992, l'organo è stato oggetto di un nuovo, importante intervento di restauro. Dopo aver considerato varie ipotesi, tra le quali ricostruire ex-novo lo strumento, spostarlo nei matronei o installare il positivo tergale, si è deciso di restaurare gli elementi presenti, introdurre nuovamente i registri di Cavaillé-Coll successivamente sostituiti, intonare lo strumento e fornire una nuova consolle mantenendo di quella vecchia soltanto la parte inferiore..
In seguito ad una gara, Jean-Loup Boisseau e Bertrand Cattiaux si aggiudicarono il lavoro, che cominciò nel marzo 1990 e finì nel maggio 1992. Nel mese di dicembre, l'organo venne inaugurato e benedetto dal cardinale arcivescovo di Parigi Jean-Marie Lustiger.
La nuova disposizione fonica fu la seguente:
| I - Grand-Orgue       |      |
| Violonbasse           | 16'  |
| Bourdon               | 16'  |
| Montre                | 8'   |
| Viole de gambe        | 8'   |
| Flûte harmonique      | 8'   |
| Bourdon               | 8'   |
| Prestant              | 4'   |
| Octave                | 4'   |
| Doublette             | 2'   |
| Fourniture harmonique | II-V |
| Cymbale harmonique    | II-V |
| Bombarde              | 16'  |
| Trompette             | 8'   |
| Clairon               | 4'   |

| Chamades             |    |
| Trompette en chamade | 8' |
| Clairon en chamade   | 4' |
| Trompette en chamade | 8' |

| II - Positif     |        |
| Montre           | 16'    |
| Bourdon          | 16'    |
| Salicional       | 8'     |
| Flûte harmonique | 8'     |
| Bourdon          | 8'     |
| Unda maris       | 8'     |
| Prestant         | 4'     |
| Flûte douce      | 4'     |
| Nazard           | 2.2/3' |
| Doublette        | 2'     |
| Tierce           | 1.3/5' |
| Fourniture       | V      |
| Cymbale          | V      |
| Clarinette       | 16'    |
| Clarinette       | 8'     |
| Clarinette aiguë | 4'     |

| III - Récit expressif |        |
| Quintaton             | 16'    |
| Diapason              | 8'     |
| Viole de gambe        | 8'     |
| Voix céleste          | 8'     |
| Flûte traversière     | 8'     |
| Bourdon céleste       | 8'     |
| Octave                | 4'     |
| Flûte octaviante      | 4'     |
| Quinte                | 2.2/3' |
| Octavin               | 2'     |
| Bombarde              | 16'    |
| Trompette             | 8'     |
| Clairon               | 4'     |
| Basson-hautbois       | 8'     |
| Clarinette            | 8'     |
| Voix humaine          | 8'     |
| Trémolo               |        |

| Récit classique |    |
| Cornet          | V  |
| Hautbois        | 8' |

| Chamades             |        |
| Trompette en chamade | 8'     |
| Clairon en chamade   | 4'     |
| Régale en chamade    | 2'-16' |
| Trompette en chamade | 8'     |
| Clairon en chamade   | 4'     |

| IV - Solo        |        |
| Bourdon          | 32'    |
| Principal        | 16'    |
| Montre           | 8'     |
| Flûte harmonique | 8'     |
| Quinte           | 5.1/3' |
| Prestant         | 4'     |
| Tierce           | 3.1/5' |
| Nazard           | 2.2/3' |
| Septième         | 2.2/7' |
| Doublette        | 2'     |
| Cornet           | II-V   |
| Fourniture       | III    |
| Fourniture       | V      |
| Cymbale          | V      |
| Cromorne         | 8'     |

| Chamades             |    |
| Trompette en chamade | 8' |
| Clairon en chamade   | 4' |

| V - Grand Chœur |        |
| Principal       | 8'     |
| Bourdon         | 8'     |
| Prestant        | 4'     |
| Nazard          | 2.2/3' |
| Doublette       | 2'     |
| Tierce          | 1.3/5' |
| Larigot         | 1.1/3' |
| Septième        | 1.1/7' |
| Piccolo         | 1'     |
| Plein-jeu       | IV-VI  |
| Tuba magna      | 16'    |
| Trompette       | 8'     |
| Clairon         | 4'     |
| Cornet          |        |

| Pedaliera - Grande Pédale |         |
| Principal                 | 32'     |
| Contrebasse               | 16'     |
| Soubasse                  | 16'     |
| Quinte                    | 10.2/3' |
| Flûte                     | 8'      |
| Violoncelle               | 8'      |
| Tierce                    | 6.2/5'  |
| Quinte                    | 5.1/3'  |
| Septième                  | 4.4/7'  |
| Octave                    | 4'      |
| Contre-bombarde           | 32'     |
| Bombarde                  | 16'     |
| Basson                    | 16'     |
| Trompette                 | 8'      |
| Basson                    | 8'      |
| Clairon                   | 4'      |

| Petite Pédale |        |
| Bourdon       | 8'     |
| Flûte         | 4'     |
| Tierce        | 3.1/5' |
| Quinte        | 2.2/3' |
| Flûte         | 2'     |
| Tierce        | 1.3/5' |
| Larigot       | 1.1/3' |
| Piccolo       | 1'     |
| Fourniture    | III    |
| Cymbale       | IV     |
| Chalumeau     | 4'     |
| Clairon       | 2'     |

| Chamades             |        |
| Trompette en chamade | 8'     |
| Clairon en chamade   | 4'     |
| Trompette en chamade | 8'     |
| Clairon en chamade   | 4'     |
| Régale en chamade    | 2'-16' |

1. ↑  registro trasmesso dal Récit expressif.
2. ↑  da Fa2 a Sol5.
3. ↑  registro trasmesso dal Grand-Orgue.
4. ↑  registro trasmesso dal Grand-Orgue.
5. ↑  da Do2.
6. ↑  registro trasmesso dal Grand-Orgue.
7. ↑  registro trasmesso dal Grand-Orgue.
8. ↑  combinato, inserisce i seguenti registri del Grand Chœur: Bourdon 8', Prestant 4', Nazard 2.2/3', Doublette 2', Tierce 1.3/5'
9. ↑  su somiere di Aristide Cavaillé-Coll, di 30 note.
10. ↑  su somiere di Robert Boisseau, di 32 note.
11. ↑  registro trasmesso dal Grand-Orgue.
12. ↑  registro trasmesso dal Grand-Orgue.
13. ↑  registro trasmesso dal Récit expressif.
14. ↑  registro trasmesso dal Récit expressif.
15. ↑  registro trasmesso dal Récit expressif.

In occasione dei festeggiamenti per gli 850 anni della consacrazione della cattedrale, nel 2012 iniziò un nuovo intervento di restauro, sospeso durante l'anno giubilare, ripreso e terminato nel 2014, ad opera di Bertrand Cattiaux e Pascal Quoirin. Nell'ambito di questi restauri, sono state installate, nel dicembre 2012, una nuova consolle e la sezione Résonance, assegnabile ai vari manuali e al pedale; in seguito venne sostituita la vecchia trasmissione digitale con una nuova, ampliata l'estensione del pedale, vennero aggiunti nuovi registri, restaurate le canne di facciata e ripulite le altre. Al termine dei lavori, l'organo è stato accordato.

## Organo maggiore

### Lo strumento
(Claude Pierre Gueffier)

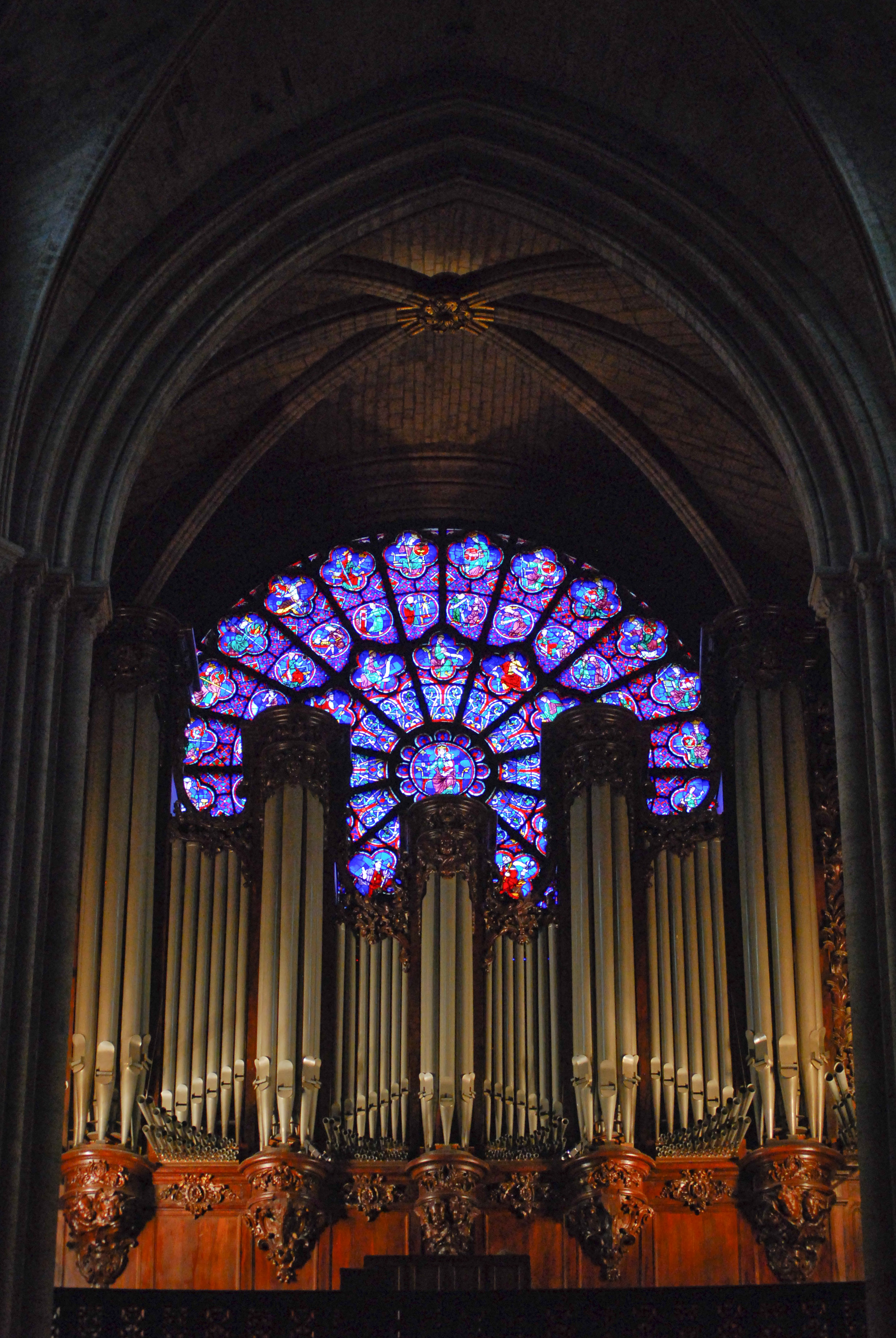
L'organo maggiore

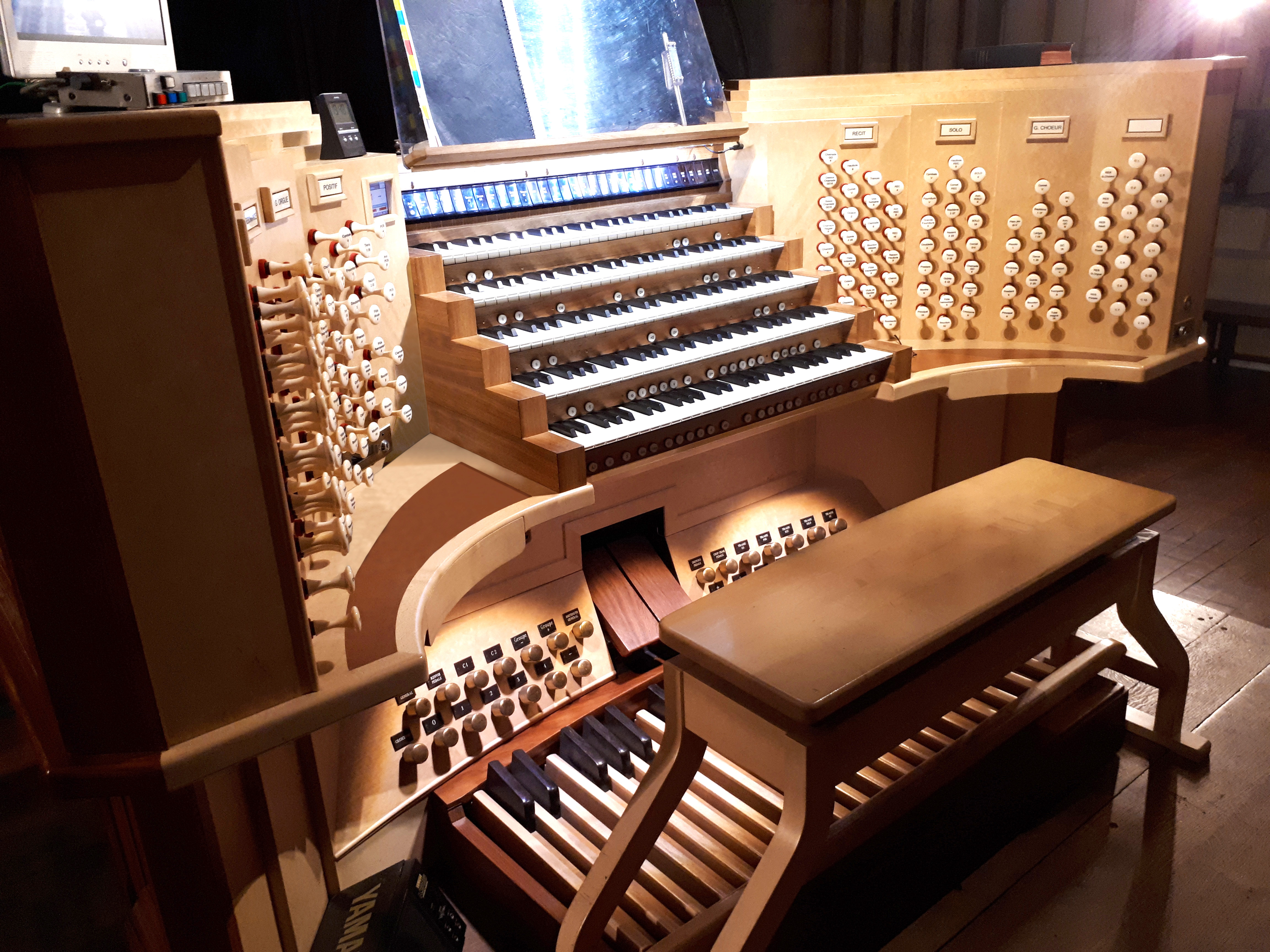
La consolle

L'organo a canne principale della cattedrale, classificato come monumento storico di Francia nel 1905, 1974 e 1982, è situato sull'alta cantoria in controfacciata progettata da Viollet-le-Duc e situata al disotto del grande rosone.
Il materiale fonico che forma lo strumento è composto da 7.952 canne, per la maggior parte di Cavaillé-Coll e in parte, circa 900, antiche. I registri totali sono 132 e il sistema di trasmissione è elettronico numerico per i manuali e il pedale e MIDI per i registri.
La cassa è ancora quella barocca costruita nel 1733 da François Thierry ed ampliata nel corso del XVIII secolo con i due pannelli scolpiti con motivi naturali ai due estremi della mostra. Quest'ultima è composta da 51 canne di principale aventi le bocche a scudo e distribuite in cinque tourrelles e in quattro facciate piane. Sotto le facciate piane e i rilievi laterali, si trovano in sei gruppi le ance en chamade, disposte in tre file orizzontali.
La consolle dell'organo è stata installata nel dicembre 2012; fissa e indipendente rispetto al corpo d'organo, è situata al centro della cantoria al di sopra di un'alta pedana. Essa presenta cinque tastiere di 56 note ciascuna e pedaliera dritta di 32 note. I manuali seguono l'ordine di Joseph Beuchet. Sopra la pedaliera, si trovano i vari pedaletti posti ai lati delle due staffe dell'espressione del terzo manuale (a sinistra) e dell'aumentatore generale (a destra); quest'ultima staffa può essere utilizzata per comandare la cassa espressiva del corpo Résonance disattivando il crescendo con apposito pistoncino. I comandi dei registri sono costituiti da pomelli a tirante posti su più file ai lati delle tastiere in base all'appartenenza alle rispettive divisioni; le unioni e gli accoppiamenti, invece, sono comandati da placchette a bilico posizionate in fila unica sopra il quinto manuale. La consolle possiede uno schermo attraverso il quale l'organista può avere informazioni dettagliate sullo stato dell'organo, e un'interfaccia MIDI per l'auto-organo. Tra i vari accessori presenti in consolle vi è il Sostenuto (a pedaletto e a pistoncino), applicabile all'intero strumento o a divisioni specifiche e che permette di mantenere le note oltre il tempo effettivo di pressione da parte dell'organista sulle tastiere o sulla pedaliera. La vecchia consolle Cavaillé-Coll, non più funzionante, si trova esposta nella sala al primo piano della torre meridionale della cattedrale, insieme alla parte anteriore della cassa del positivo tergale.
La disposizione fonica dell'organo è tale da permettere l'esecuzione di gran parte della letteratura organistica, in particolare quella francese dei secoli XVIII, XIX e XX, essendo presenti sia registri derivati dall'organo barocco, sia tipici dell'organo romantico e sinfonico:
| I - Grand-Orgue       |      |
| Violon-basse          | 16'  |
| Bourdon               | 16'  |
| Montre                | 8'   |
| Bourdon               | 8'   |
| Flûte harmonique      | 8'   |
| Viole de gambe        | 8'   |
| Prestant              | 4'   |
| Octave                | 4'   |
| Doublette             | 2'   |
| Fourniture harmonique | II-V |
| Cymbale harmonique    | II-V |
| Bombarde              | 16'  |
| Trompette             | 8'   |
| Clairon               | 4'   |
| Hautbois              | 8'   |
| Cornet                | V    |

| Chamades             |    |
| Trompette en chamade | 8' |
| Clairon en chamade   | 4' |

| II - Positif     |        |
| Montre           | 16'    |
| Bourdon          | 16'    |
| Salicional       | 8'     |
| Flûte harmonique | 8'     |
| Bourdon          | 8'     |
| Unda maris       | 8'     |
| Prestant         | 4'     |
| Flûte douce      | 4'     |
| Nazard           | 2.2/3' |
| Doublette        | 2'     |
| Tierce           | 1.3/5' |
| Fourniture       | V      |
| Cymbale          | V      |
| Clarinette basse | 16'    |
| Cromorne         | 8'     |
| Clarinette aiguë | 4'     |

| III - Récit expressif |        |
| Quintaton             | 16'    |
| Diapason              | 8'     |
| Viole de gambe        | 8'     |
| Voix céleste          | 8'     |
| Flûte traversière     | 8'     |
| Bourdon céleste       | 8'     |
| Octave                | 4'     |
| Flûte octaviante      | 4'     |
| Quinte                | 2.2/3' |
| Octavin               | 2'     |
| Bombarde              | 16'    |
| Trompette             | 8'     |
| Clairon               | 4'     |
| Basson-hautbois       | 8'     |
| Clarinette            | 8'     |
| Voix humaine          | 8'     |
| Trémolo               |        |

| III - Récit classique |    |
| Cornet                | V  |
| Hautbois              | 8' |

| Chamades          |    |
| Basse de Chamade  | 8' |
| Dessus de Chamade | 8' |
| Chamade           | 4' |
| Chamade Régale    | 8' |
| Basse de Chamade  | 8' |
| Dessus de Chamade | 8' |
| Chamade           | 4' |

| IV - Solo        |        |
| Bourdon          | 32'    |
| Principal        | 16'    |
| Montre           | 8'     |
| Flûte harmonique | 8'     |
| Quinte           | 5.1/3' |
| Prestant         | 4'     |
| Tierce           | 3.1/5' |
| Nazard           | 2.2/3' |
| Septième         | 2.2/7' |
| Doublette        | 2'     |
| Cornet           | II-V   |
| Fourniture       | II     |
| Fourniture       | V      |
| Cymbale          | V      |
| Cromorne         | 8'     |
| Hautbois         | 8'     |
| Cornet           | V      |

| Chamades |    |
| Chamade  | 8' |
| Chamade  | 4' |

| V - Grand Chœur |        |
| Principal       | 8'     |
| Bourdon         | 8'     |
| Prestant        | 4'     |
| Nazard          | 2.2/3' |
| Doublette       | 2'     |
| Tierce          | 1.3/5' |
| Septième        | 1.1/7' |
| Piccolo         | 1'     |
| Plein-jeu       | III-V  |
| Tuba magna      | 16'    |
| Trompette       | 8'     |
| Clairon         | 4'     |
| Cornet          |        |

| Résonance   |          |
| Bourdon     | 16'      |
| Principal   | 8'       |
| Bourdon     | 8'       |
| Prestant    | 4'       |
| Flûte       | 4'       |
| Tierce      | 3.1/5'   |
| Neuvième    | 3.5/9'   |
| Nazard      | 2.2/3'   |
| Onzième     | 2.10/11' |
| Flûte       | 2'       |
| Tierce      | 1.3/5'   |
| Larigot     | 1.1/3'   |
| Flageolet   | 1'       |
| Fourniture  | III      |
| Cymbale     | III      |
| Vox humaine | 8'       |
| Basson      | 16'      |
| Basson      | 8'       |
| Chimes      |          |

| Pédale          |         |
| Principal       | 32'     |
| Contrebasse     | 16'     |
| Soubasse        | 16'     |
| Quinte          | 10.2/3' |
| Flûte           | 8'      |
| Violoncelle     | 8'      |
| Tierce          | 6.2/5'  |
| Quinte          | 5.1/3'  |
| Septième        | 4.4/7'  |
| Octave          | 4'      |
| Contre-bombarde | 32'     |
| Bombarde        | 16'     |
| Basson          | 16'     |
| Trompette       | 8'      |
| Basson          | 8'      |
| Clairon         | 4'      |

| Chamades             |        |
| Trompette en chamade | 8'     |
| Trompette en chamade | 4'     |
| Trompette en chamade | 8'     |
| Trompette en chamade | 4'     |
| Régale en chamade    | 2'-16' |

1. ↑  registro trasmesso dal Récit expressif.
2. ↑  registro trasmesso dal Récit expressif.
3. ↑  da Fa2 a Sol5.
4. ↑  registro trasmesso dal Grand-Orgue.
5. ↑  registro trasmesso dal Grand-Orgue.
6. ↑  registro trasmesso dal Grand-Orgue.
7. ↑  da Do2
8. ↑  32'.
9. ↑  16'.
10. ↑  registro trasmesso dal Récit expressif.
11. ↑  registro trasmesso dal Récit expressif.
12. ↑  da Fa2.
13. ↑  registro trasmesso dal Grand-Orgue.
14. ↑  registro trasmesso dal Grand-Orgue.
15. ↑  combinato, inserisce i seguenti registri del Grand Chœur: Bourdon 8', Prestant 4', Nazard 2.2/3', Doublette 2', Tierce 1.3/5'
16. ↑  assegnabile ai vari manuali e al pedale. Corpo situato entro cassa espressiva propria che è possibile disattivare.
17. ↑  registro trasmesso dal Grand-Orgue.
18. ↑  registro trasmesso dal Grand-Orgue.
19. ↑  registro trasmesso dal Récit expressif.
20. ↑  registro trasmesso dal Récit expressif.
21. ↑  registro trasmesso dal Récit expressif.

### Gli organisti titolari
Fino al 1755, la cattedrale di Notre-Dame aveva soltanto un organista titolare. Alla morte di Antoine Calviere, fu deciso di nominare quattro organisti, che si sarebbero alternati suonando uno per ciascuna stagione. Con la Rivoluzione francese, nel 1793 la cattedrale venne chiusa al culto e di conseguenza decadde il titolo di organista. Tuttavia, alla riapertura della chiesa, nel 1802, fu nominato un solo organista titolare.
Alla morte di Pierre Cochereau, dopo un concorso, vennero nominati nuovi quattro organisti titolari, secondo l'antica usanza del XVIII secolo. I vincitori furono Yves Devernay (morto nel 1990), Olivier Latry, Philippe Lefebvre e Jean-Pierre Leguay, ritiratosi a fine 2015. Dopo il ritiro di Leguay, a inizio 2016 è stato bandito un concorso per un posto da organista titolare, vinto da Vincent Dubois.
Con decreto del 24 aprile 2024 è stata parzialmente rinnovata l'équipe degli organisti della cattedrale, in vista della riapertura prevista per il dicembre 2024: ai due organisti del grand'organo già in servizio, Olivier Latry (dal 1985) e Vincent Dubois (dal 2016), vengono ora affiancati Thierry Escaich, già organista di Saint-Étienne-du-Mont a Parigi, e il giovane Thibault Fajoles (classe 2002, nominato organista titolare aggiunto, sia per il grand'organo sia per l'organo del coro, dove affiancherà il titolare "storico" Yves Castagnet, che ricopre la carica dal 1988, con Johann Vexo dal 2004 come supplente). Jean-Pierre Leguay, nominato organista titolare nel 1985, dal gennaio 2016 è organista titolare emerito della cattedrale e lo stesso vale ora per Philippe Lefebvre, nominato con Latry nel 1985 e che ha prestato servizio alla consolle fino all'incendio del 2019.
- Jean de Bruges (1334)

...
- Renaud de Reims (1392-1415)
- Henri de Saxe (1415-1436)
- Jacques Le Mol (1436-1440)
- Arnoul Greban (1440-1453)
- Jehan Bailly (1453-1458)
- Jehan Campana (1458-1459)

...
- Jehan Perrenet (1463-1475)
- Jehan Hannyn (1475-1504)
- Jehan Peu (1505-1515)
- Jehan Regnault (1515-1527)
- Pierre Mouton (1527-1529)
- Jehan Regnault (1529-1537)
- Loys Regnault (1537-1568)
- Henry Berenger (1568-1570)
- Jean d'Oisy (1570-1579)

- Jean Sogard (1579-1580)
- Pierre Chabanceau de Barre (1580-1600)
- Claude Chabanceau de Barre (1598-1600)
- Guillame Maingot (1600-1610)
- Charles Thibault (1610-1616)
- Jacques Petit Jean (1616-1618)
- Charles Racquet (1618-1659)
- Jean Raquet (1659-1689)
- Médéric Corneille (1689-1730)
- Antoine Calviere (1730-1755)
- Armand-Louis Couperin (1755-1789)
- René Drouard du Bousset (1755-1760)
- Louis-Claude Daquin (1755-1772)
- Charles-Alexandre Jollage (1755-1761)
- Claude-Bénigne Balbastre (1760-1793)
- Pierre-Claude Foucquet (1761-1772)
- Nicolas Sejan (1772-1793)
- Claude-Etienne Luce (1772-1783)

- Jean-Jacques Beauvarlet Charpentier (1783-1793)
- Pierre-Louis Couperin (1789)
- Gervais-François Couperin (1789-1793)
- Antoine Desprez (1802-1806)
- François Lacodre dit Blin (1806-1834)
- Joseph Pollet (1834-1840)
- Félix Danjou (1840-1847)
- Eugène Sergent (1847-1900)
- Louis Vierne (1900-1937)
- Léonce de Saint-Martin (1937-1954)
- Pierre Cochereau (1955-1984)
- Yves Devernay (1985-1990)
- Jean-Pierre Leguay (1985-2015)
- Olivier Latry (1985-oggi)
- Philippe Lefebvre (1985-oggi)
- Vincent Dubois (2016-oggi)

## Organo del coro

### Lo strumento

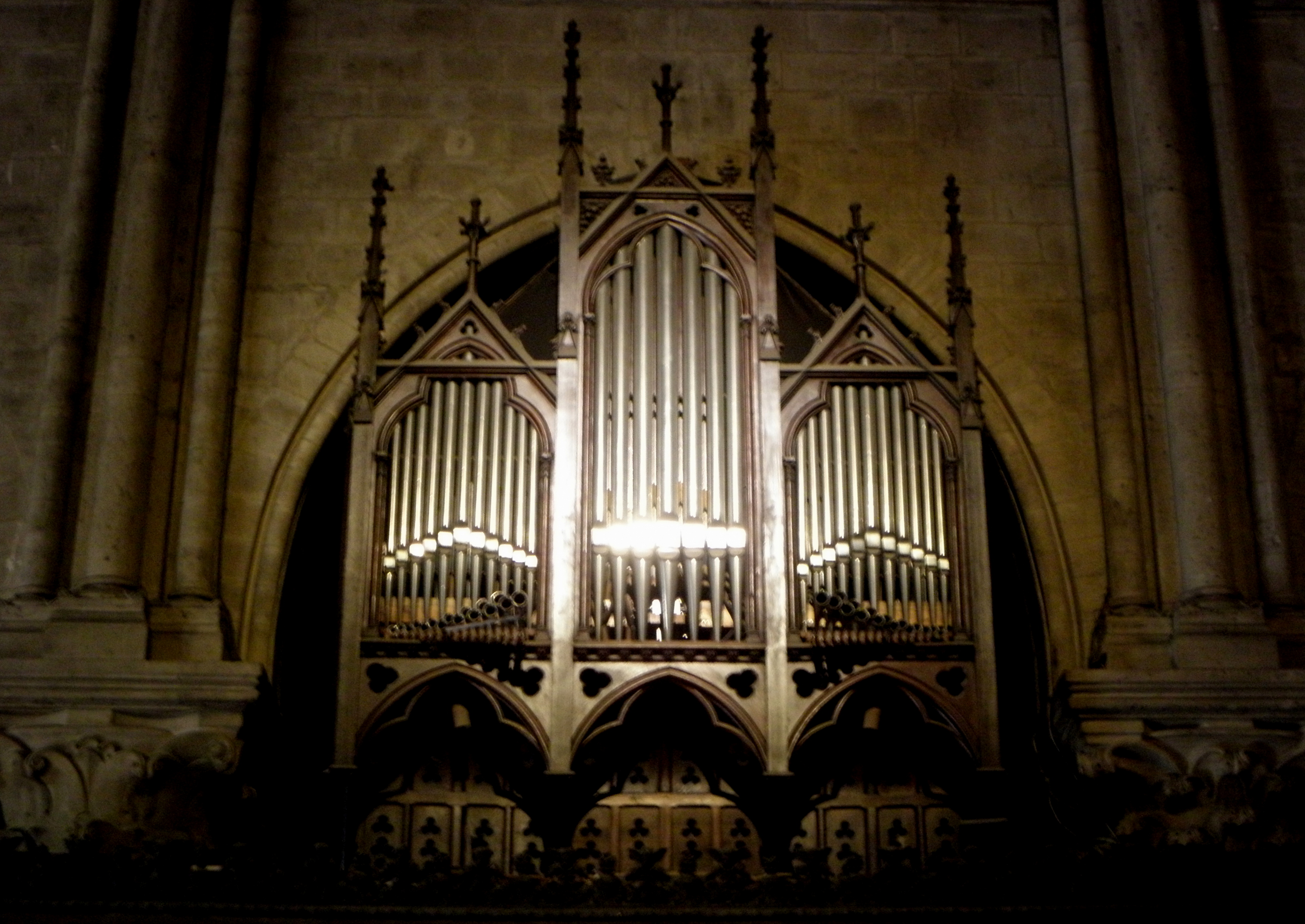
L'organo del coro

L'organo del coro è situato sotto la seconda arcata di sinistra, al di sopra degli stalli lignei barocchi; è stato pesantemente danneggiato dall'acqua utilizzata per spegnere l'incendio del 19 aprile 2019.
Il materiale fonico è interamente alloggiato all'interno di un'elegante cassa neogotica disegnata da Viollet-le-Duc. Essa presenta un prospetto tripartito in tre archi trilobati, all'interno dei quali è situata la mostra. Quest'ultima è composta da un totale di 29 canne di principale, sette nell'arco centrale, undici in ciascuno dei due archi laterali, con bocche a scudo. La cassa è decorata con nove piccole guglie.
La consolle, fissa indipendente, è situata tra gli stalli del coro, davanti alla cassa dell'organo. Essa dispone di due tastiere di 56 note ciascuna e pedaliera dritta di 30 note, sopra la quale si trova la staffa dell'espressione affiancata da più pedaletti. I registri sono comandati da pomelli disposti su più file ai lati delle tastiere.
L'organo è a trasmissione mista, meccanica per i manuali e il pedale ed elettronica per i registri e le combinazioni; dispone di 30 registri per un totale di circa 2000 canne. L'intonazione è ispirata a quella degli organi barocchi francesi.
Di seguito, la disposizione fonica dell'organo:
| I - Grand-Orgue      |        |
| Bourdon              | 16'    |
| Montre               | 8'     |
| Bourdon              | 8'     |
| Prestant             | 4'     |
| Nazard               | 2.2/3' |
| Doublette            | 2'     |
| Tierce               | 1.3/5' |
| Fourniture           | II     |
| Cymbale              | IV     |
| Trompette            | 8'     |
| Clairon              | 4'     |
| Trompette en chamade | 8'     |

| II - Récit expressif |        |
| Bourdon              | 8'     |
| Viole                | 8'     |
| Prestant             | 4'     |
| Flûte                | 4'     |
| Nazard               | 2.2/3' |
| Doublette            | 2'     |
| Tierce               | 1.3/5' |
| Larigot              | 1.1/3' |
| Cymbale              | IV     |
| Clarinette           | 8'     |
| Tremblant            |        |

| Pédale    |     |
| Flûte     | 16' |
| Soubasse  | 16' |
| Flûte     | 8'  |
| Flûte     | 4'  |
| Flûte     | 2'  |
| Bombarde  | 16' |
| Trompette | 8'  |
| Clairon   | 4'  |

1. ↑  da Do2.

### Gli organisti titolari
- Jacques Marichal (1934-1987)
- Yves Castagnet (1988-oggi)
- Johann Vexo (2004-oggi), titolare suppletivo

## Organo positivo
La cattedrale dispone anche di un organo positivo a cassapanca che viene utilizzato secondo necessità dall'organista del coro; lo strumento venne costruito nel 1989 da Jean-Louis Loriaut; è stato irrimediabilmente danneggiato dall'acqua utilizzata per spegnere l'incendio del 19 aprile 2019.
L'organo si compone di un unico corpo mobile racchiuso entro una cassa lignea di fattura geometrica. Nella parete anteriore vi è la mostra, chiusa da due portelle; alla sommità di quella posteriore, invece, trova luogo la tastiera di 51 note; non vi è pedaliera in quanto lo strumento deve essere suonato in piedi. I comandi dei registri (che sono 5) sono costituiti da leve a scorrimento orizzontale che si aprono in due gruppi ai lati del manuale.
La disposizione fonica è la seguente:
| Clavier   |        |
| Bourdon   | 8'     |
| Flûte     | 4'     |
| Doublette | 2'     |
| Quinte    | 1.1/3' |
| Régale    | 8'     |